# Corna di fachiro

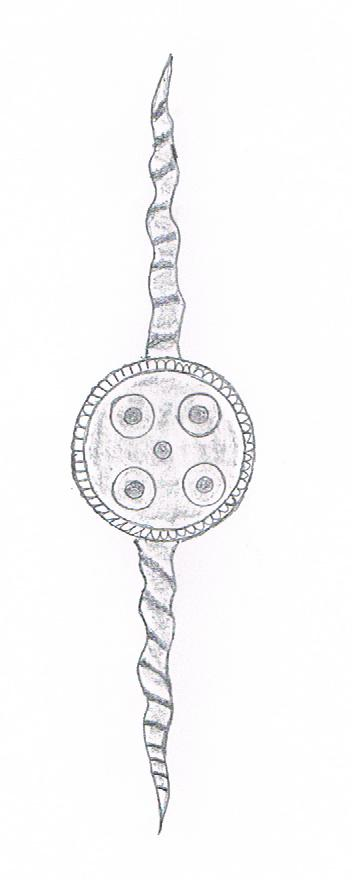
Un madu con scudo

La corna di fachiro (o madu o maru) è un'arma difensiva/offensiva indiana a doppia punta.

## Descrizione
Questo tipo d'arma è stato ideato per parare colpi di taglio o di botta e contemporaneamente offrire un certo potenziale d'offesa, come un saintie, lancia indiana di acciaio con guardamano ad arco.
Il nome "corna di fachiro" scaturisce dalla regola indù che i fachiri, i santoni induisti, non possono portare armi normali, dunque le armi a loro permesse sono non ordinarie, come il madu, appunto.
Queste consistono in due corna di capra, antilope o altro animale leggermente curve o dritte unite insieme con le punte disposte con verso opposto l'una all'altra. Il punto di giunzione è protetto da un piccolo disco che, a modo di guardamano, funge da scudo; in cima ad ogni corna vi è una punta, generalmente in acciaio, che assomiglia ad una testa di freccia non molto larga, cosicché l'arma possa colpire solo di punta ed in due direzioni.
Esistono anche versioni senza scudo.